# Morimus sexmaculipennis
Morimus sexmaculipennis är en skalbaggsart som beskrevs av Stefan von Breuning 1961. Morimus sexmaculipennis ingår i släktet Morimus och familjen långhorningar. Inga underarter finns listade i Catalogue of Life.